# Ankara
Ankara, tradicionalmente conocida en español como Angora, es la capital de Turquía y de la provincia homónima en la región de Anatolia Central.
Tiene una población de 5 270 575 habitantes, lo que la convierte en la segunda ciudad más poblada del país tras Estambul. Es la sede del parlamento turco, de los ministerios y demás instituciones gubernamentales, además de las delegaciones diplomáticas extranjeras.
Se trata de una importante ciudad comercial e industrial situada en el centro de Anatolia. Se encuentra estratégicamente situada en el centro de las redes turcas de autopistas y ferrocarriles, y funciona como centro para comercializar los productos de las áreas agrícolas colindantes. La ciudad fue famosa por sus cabras de pelo largo (cabras de Angora) y su preciada lana (mohair), por su raza única de gatos (gatos de Angora), por sus conejos blancos, por sus peras, su miel y por la uva moscatel que se produce en la región.
Es sede de varias universidades, la Biblioteca Nacional, el Museo Arqueológico, el Museo Etnográfico y el Museo de las Civilizaciones de Anatolia. El mausoleo de Kemal Atatürk (Anıtkabir), la figura más importante de Turquía en el siglo XX, también está ubicado en Ankara.
Como ocurre con muchas ciudades antiguas, Ankara ha sido conocida por varios nombres a través de los siglos: los hititas la llamaban Ankuwash antes de 1200 a. C., los gálatas y los romanos la llamaron Ancyra y en los períodos clásico, helenístico y en el bizantino era conocida como Ánkyra. También recibió el nombre de Angora o Engürü después de ser conquistada por los seliúcidas en 1073, y así fue conocida hasta 1930.

## Toponimia
El nombre proviene del griego Ἄγκυρα Ánkyra, literalmente ‘ancla’, transcripto al latín como Ancyra. Las monedas de la ciudad suelen llevar un ancla como emblema en el reverso y una leyenda local atribuía el nombre al hallazgo de un áncora por parte del rey Midas.
Algunos investigadores han especulado con la identificación de Ancyra con el santuario hitita denominado Ankuwaš, pero sigue siendo una hipótesis a demostrar.
El nombre de la ciudad cambió a Ankara, Engürü y Enguriye después de la llegada de los turcos seljúcidas a Anatolia y pasó a las lenguas occidentales como Angora. 
La forma hoy oficial, Ankara, escrita انقره en caracteres árabes, aparece en documentos oficiales otomanos pertenecientes al siglo XVI. La República de Turquía solicitó formalmente el 28 de marzo de 1930, que los países extranjeros usaran nombres turcos para referirse a las ciudades de su territorio, después de esa fecha, la administración postal no entregó las cartas dirigidas a Angora a Ankara, por lo cual el uso de Ankara se volvió universal.

## Historia

### Período prerromano

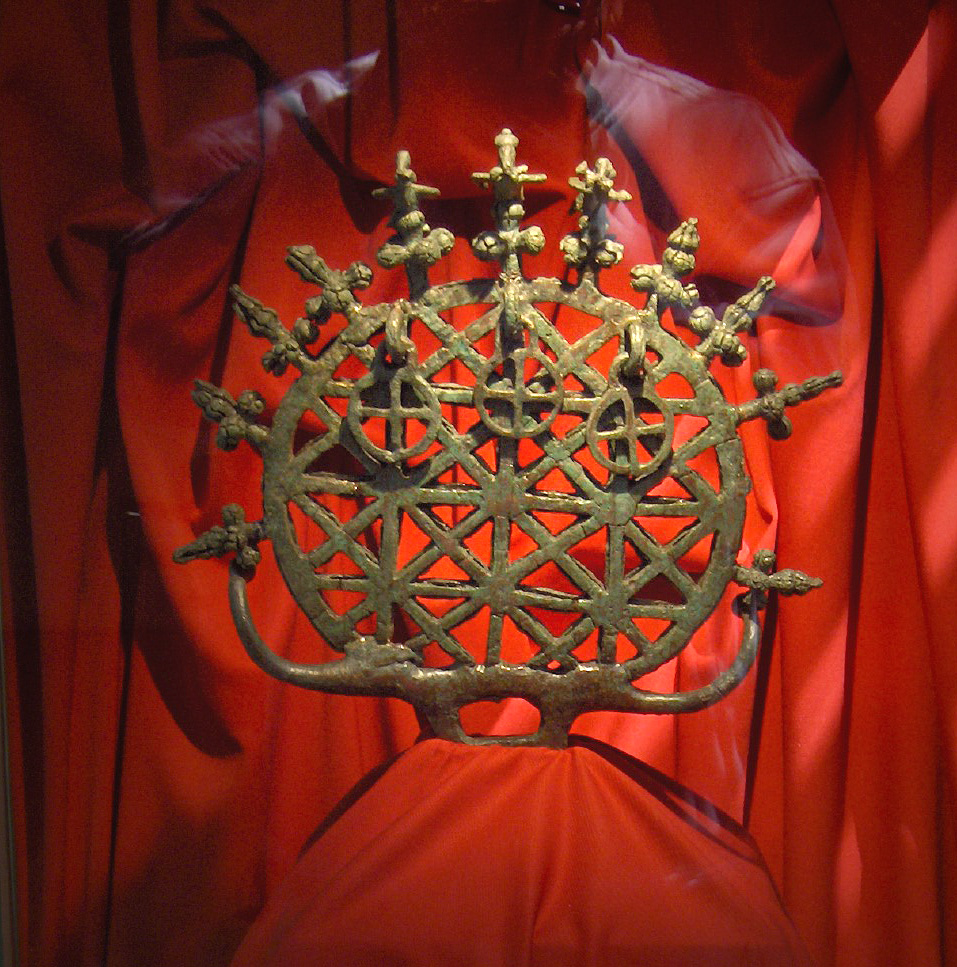
El disco solar de Hatti es un símbolo religioso, que simboliza el universo, utilizado por los sacerdotes hititas. El idioma hitita es la más antigua lengua indoeuropea conocida.

Los asentamientos más antiguos dentro y alrededor de la ciudad pertenecen a la civilización hattiana, los cuales prosperaron durante la Edad del Bronce. Artefactos descubiertos en la ciudad han puesto de manifiesto que los hititas llamaron Ankuwash a la ciudad antes de 1200 a. C. La ciudad creció significativamente en tamaño y en importancia bajo el control de los frigios, desde alrededor de 1000 a. C., experimentando una gran expansión tras la migración desde Gordión, la capital de Frigia, después de un terremoto que dañó gravemente a la ciudad. Según la tradición frigia, el rey Midas era venerado como el fundador de Ancyra. Sin embargo, Pausanias menciona que la ciudad era en realidad más antigua. Cabe la posibilidad de que cuando Midas llegó a la ciudad, esta se encontraba prácticamente despoblada y de ahí el origen de la leyenda frigia. Al dominio frigio le sucedió el lidio y posteriormente el persa, que permaneció hasta que fueron derrotados por las tropas macedonias dirigidas por Alejandro Magno.
El rey macedonio, que conquistó la ciudad en el año 333 a. C., llegó desde Gordion y se quedó en la ciudad durante un corto período. Tras su muerte en Babilonia en 323 a. C. y la subsecuente división de su imperio entre sus generales, Ankara quedó bajo el control de Antígono el Tuerto. Si durante el período frigio la ciudad tuvo la mayor expansión de su época antigua, otro importante período de crecimiento tuvo lugar durante el período de los griegos de Ponto, quienes llegaron y desarrollaron la ciudad como un centro del comercio de bienes entre los puertos del mar Negro y Crimea al norte; Asiria, Chipre y Líbano al sur; y Georgia, Armenia y Persia al este. En esa época la ciudad tomó el nombre de Áγκυρα-Ànkyra (ancla en griego), el cual es aún utilizado por los turcos con la forma ligeramente modificada de Ankara.
En el año 278 a. C., la ciudad, que entonces era conocida como Ancyra, así como el resto de la Anatolia central, fue ocupada por los gálatas, un pueblo celta. Los elementos celtas probablemente eran pequeños en número, una aristocracia guerrera que gobernó al campesinado frigioparlante. Sin embargo, con el paso del tiempo adoptaron el idioma de los celtas, relacionado con el gaélico y el galés. Al final del siglo IV, San Jerónimo, natural de Galacia, observó que el lenguaje hablado en Ankara era muy similar al que era hablado en Tréveris, al noroeste del Imperio romano.

### Período romano

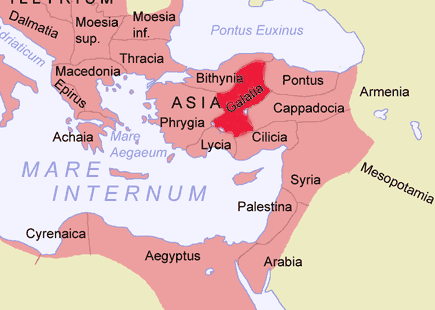
A partir de los siglos y, diversos pueblos celtas se extendieron desde su núcleo original centroeuropeo por gran parte de Europa, llegando un pueblo originario de la Galia.

La ciudad fue conquistada por Augusto en 25 a. C., pasando así al control del Imperio romano. Entonces, decidió hacer de Ancyra uno de los tres principales centros administrativos de la Anatolia central. En ese momento, la ciudad era el centro de una tribu conocida como los Tectosages, y Augusto la elevó a capital de la provincia romana de Galatia. Otras centros tribales gálatas, como Tavium, cerca de Yozgat, y Pesinunte al oeste, cerca de Sivrihisar, continuaron siendo relativamente importantes durante el período romano, pero fue Ancyra quien se convirtió en una gran ciudad. En Ankara se encuentran los restos del Templo de Augusto y Roma (Monumentum Ancyranum), que contiene el registro oficial de las Leyes de Augusto, conocido como el Res Gestae Divi Augusti, una inscripción en mármol en las paredes de este templo.

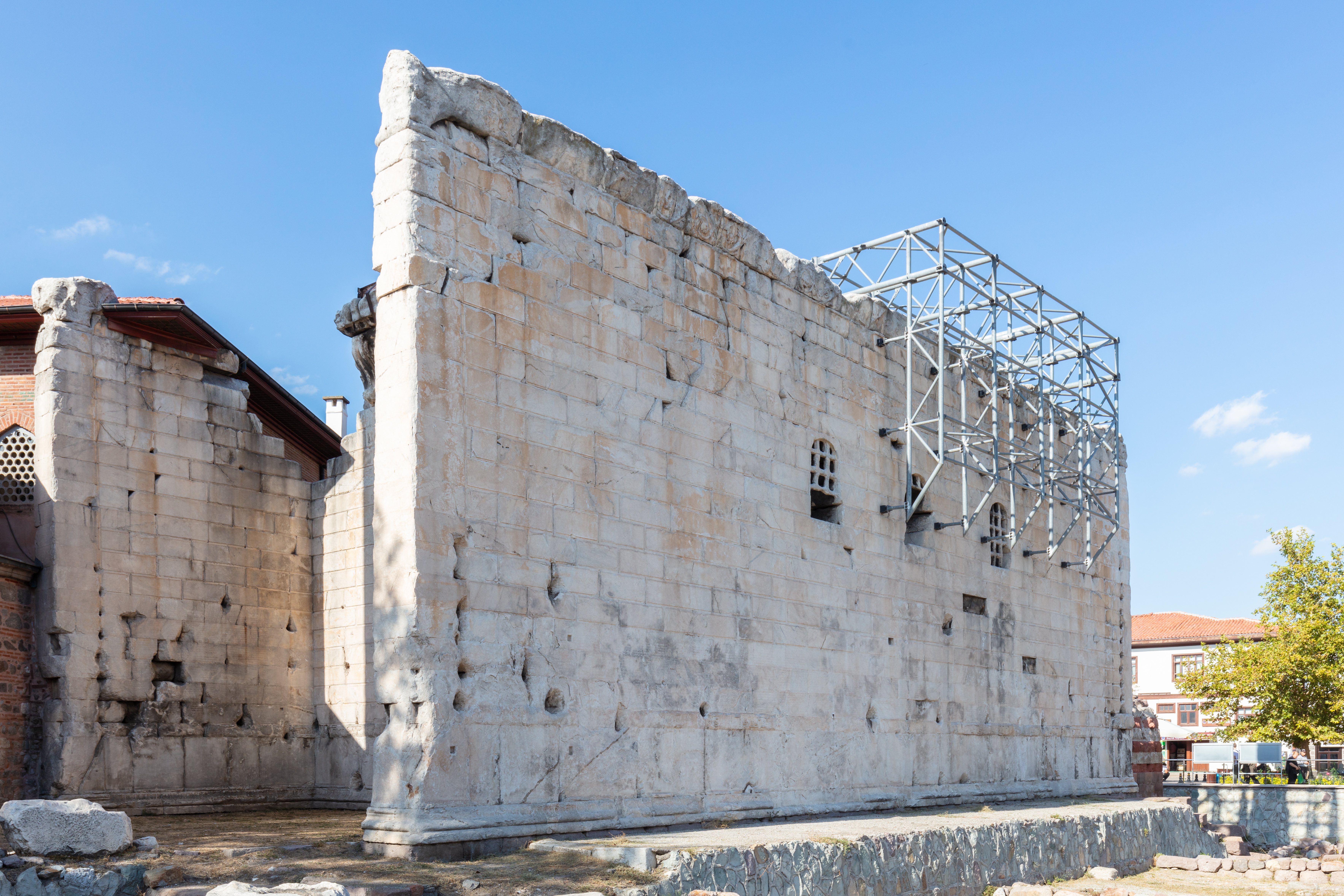
En el templo de Augusto y Roma (comúnmente conocido como Monumentum Ancyranum) en Ulus, sobrevive intacta la principal copia de la Res Gestae Divi Augusti, escrita por el primer emperador romano Augusto.

Una población estimada de 200 000 personas vivían en Ancyra durante los prósperos tiempos del Imperio romano, una cantidad mucho mayor de la que quedaría tras la caída del imperio hasta el siglo XX. Un pequeño río, el Ankara (Ankara Çayı, en turco), corría por el centro de la población romana. Actualmente se encuentra cubierto y desviado en parte de su curso a través de la ciudad, pero en su tiempo era la frontera septentrional de la ciudad vieja, durante las épocas romana, bizantina y otomana. Çankaya, el borde de la colina situada al sur del actual centro urbano, se encontraba fuera de la ciudad romana, pero puede haber sido un lugar de veraneo. En el siglo XIX, los restos de al menos una villa romana o un gran caserío todavía se mantenían en pie, no muy lejos de donde se encuentra actualmente la residencia presidencial de Çankaya. Se trataba de una ciudad grande para la época, mayor que las ciudades romanas de la Galia o Britania. Al oeste, la ciudad romana se extendía hasta el área del parque Gençlik y de la estación de ferrocarril, mientras que al lado sur de la colina puede haberse extendido hasta la zona ocupada por la Universidad de Hacettepe.
La importancia de Ancyra radicaba en que se encontraba en el punto donde se unían los caminos romanos que cruzaban Anatolia de norte a sur y de este a oeste. La red imperial de calzadas hacia el este fue utilizada por varios emperadores y sus ejércitos, aunque también sirvió para ejércitos invasores. En la segunda mitad del siglo III, Ancyra fue invadida por los godos que llegaron desde el oeste, situándose en el corazón de Capadocia, tomando esclavos y realizando saqueos, y después por los árabes. Durante casi una década, la ciudad fue uno de los puestos avanzados más occidentales de la emperatriz árabe Zenobia de Palmira, quien se aprovechó de un período de debilidad y desorden en el Imperio romano para fundar su propio Estado, de poca duración. La localidad fue reincorporada al Imperio romano bajo el emperador Aureliano en 272. Durante la tetrarquía, introducida por Diocleciano en el año 284, se realizó un programa de reconstrucción y se construyó la calzada de Ankara al oeste, hacia Germe y Dorylaeum, cerca de la actual Eskişehir. Previamente, el emperador Caracalla había reconstruido las murallas de la ciudadela y construido baños públicos.

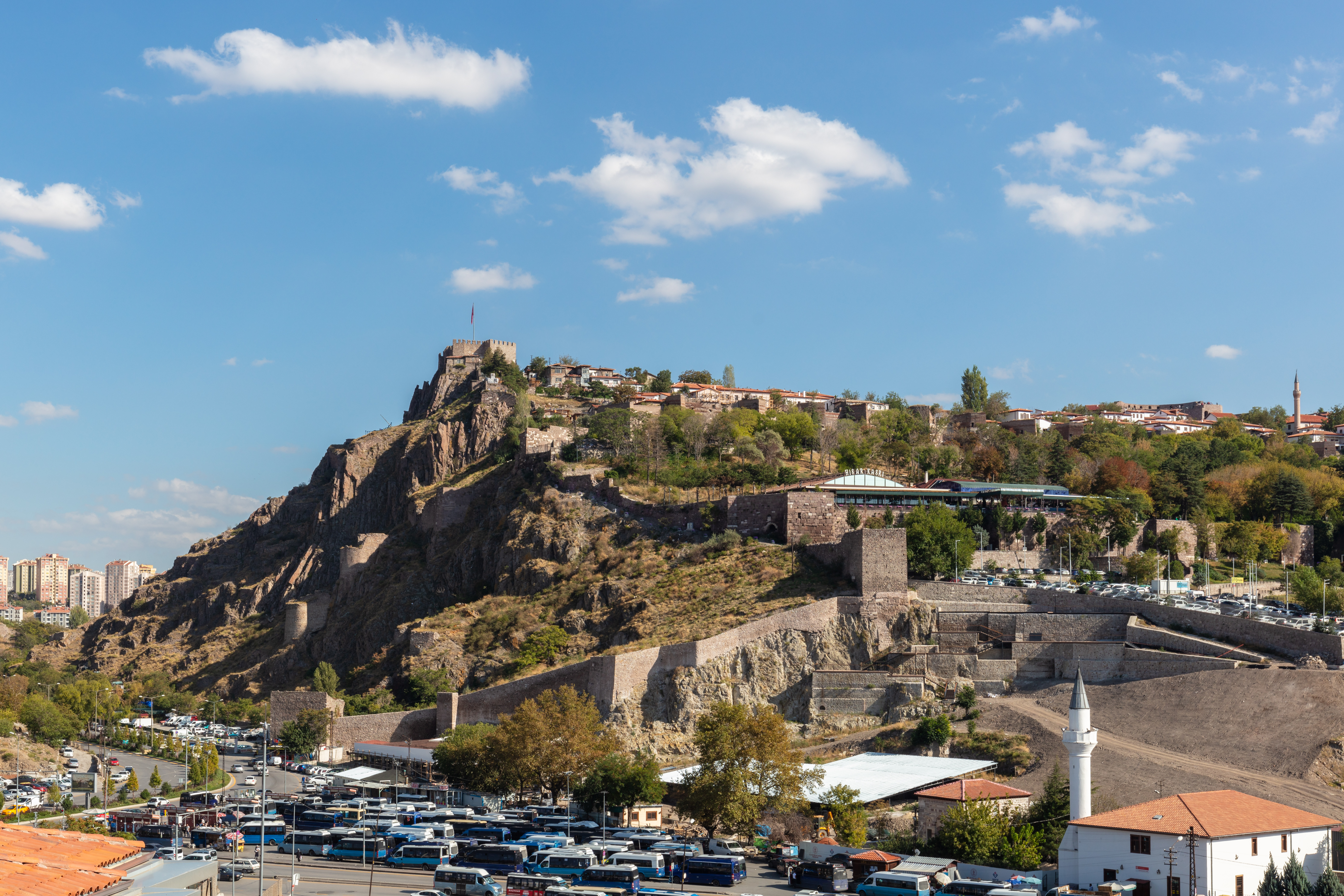
El castillo de Ankara fue utilizado por los romanos, los bizantinos, los selyúcidas y los otomanos.

En su apogeo, la Ankara romana era un gran mercado y centro de comercio, aunque también funcionó como una gran capital administrativa, donde un alto funcionario gobernaba desde el Praetorium de la ciudad, un gran palacio administrativo u oficina. Durante el siglo III, la vida en la ciudad, así como en otras poblaciones de Anatolia, parece haber sido militarizada en respuesta a las invasiones y a la inestabilidad reinante. Asimismo, la población local fue objeto de cristianización.

### Período bizantino
A finales del siglo IV, Ancyra se convirtió en una zona de vacaciones del imperio. Después de que Constantinopla se convirtió en la capital del Imperio romano de Oriente, los emperadores de los siglos IV y V se retiraron de los veranos húmedos del Bósforo al ambiente seco de las montañas de Ancyra. Teodosio II llevaba su corte a Ancyra en los veranos, incluso se emitieron leyes allí.
La importancia militar y logística de la ciudad duró hasta bien entrado el largo reinado bizantino. A pesar de que la ciudad cayó en manos de varios ejércitos árabes numerosas veces a partir del siglo VI, permaneció como un importante punto en el Imperio bizantino hasta finales del siglo XI.

### Período otomano

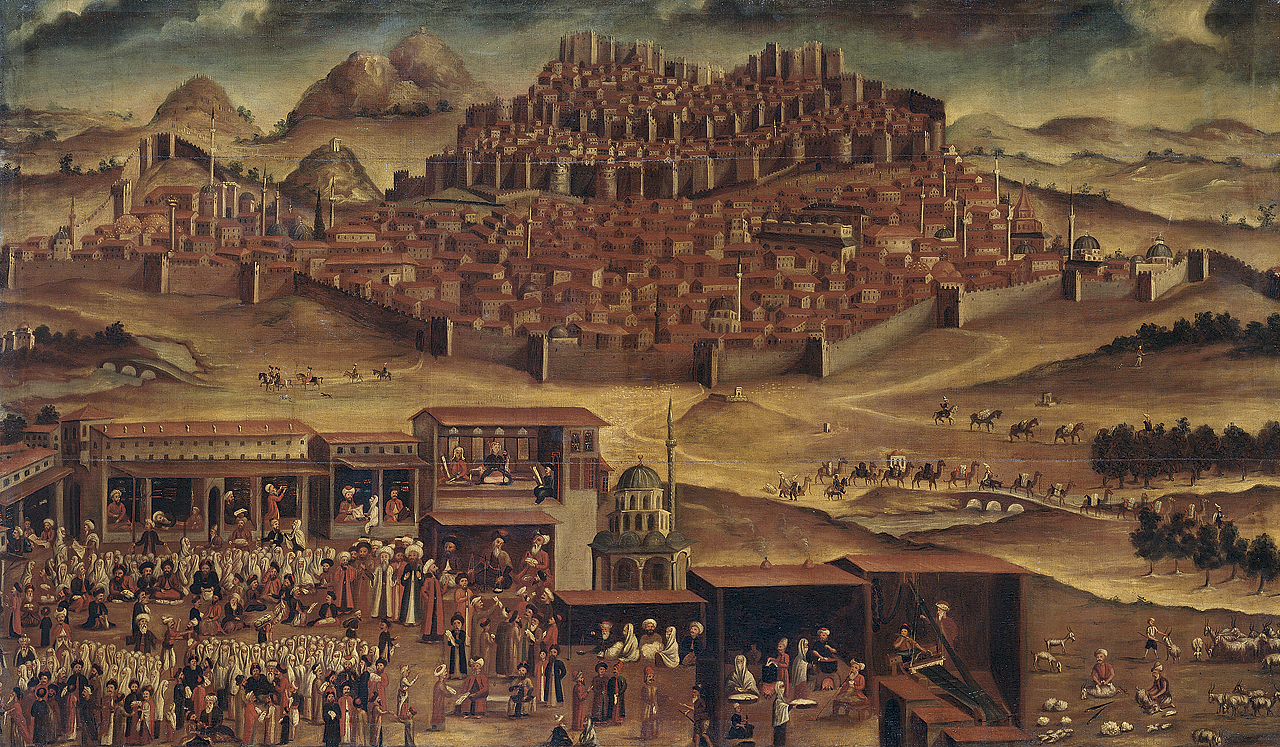
Miniatura de Ankara en el.

En 1071, el sultán selyúcida Alp Arslan abrió las puertas de Anatolia para los turcos con su victoria en la batalla de Manzikert, cerca de Mancicerta. Dos años más tarde anexionó la ciudad a su territorio, un lugar importante para el transporte militar. Orhan I, el segundo bey del Imperio otomano, capturó Ankara en 1356. El gobernante mongol Tamerlán derrotó a los otomanos en la batalla de Angora en 1402 y capturó la ciudad, pero al año siguiente Ankara volvió a estar bajo control otomano.
Tras la derrota otomana en la Primera Guerra Mundial, la capital otomana, Estambul, y gran parte de la península de Anatolia estaba ocupada por los aliados. Según el tratado de Sèvres de 1920 firmado por Reino Unido, Francia, Italia y Grecia, los territorios del Imperio otomano se repartirían entre ellos, dejando para los turcos Estambul y parte de Asia Menor. En respuesta a esto, el líder del movimiento nacionalista turco, Kemal Atatürk, estableció el cuartel general de su movimiento de resistencia en Ankara. Tras la Guerra de Independencia, los nacionalistas reemplazaron el Imperio otomano con la República de Turquía el 29 de octubre de 1923.

### Período de la República de Turquía

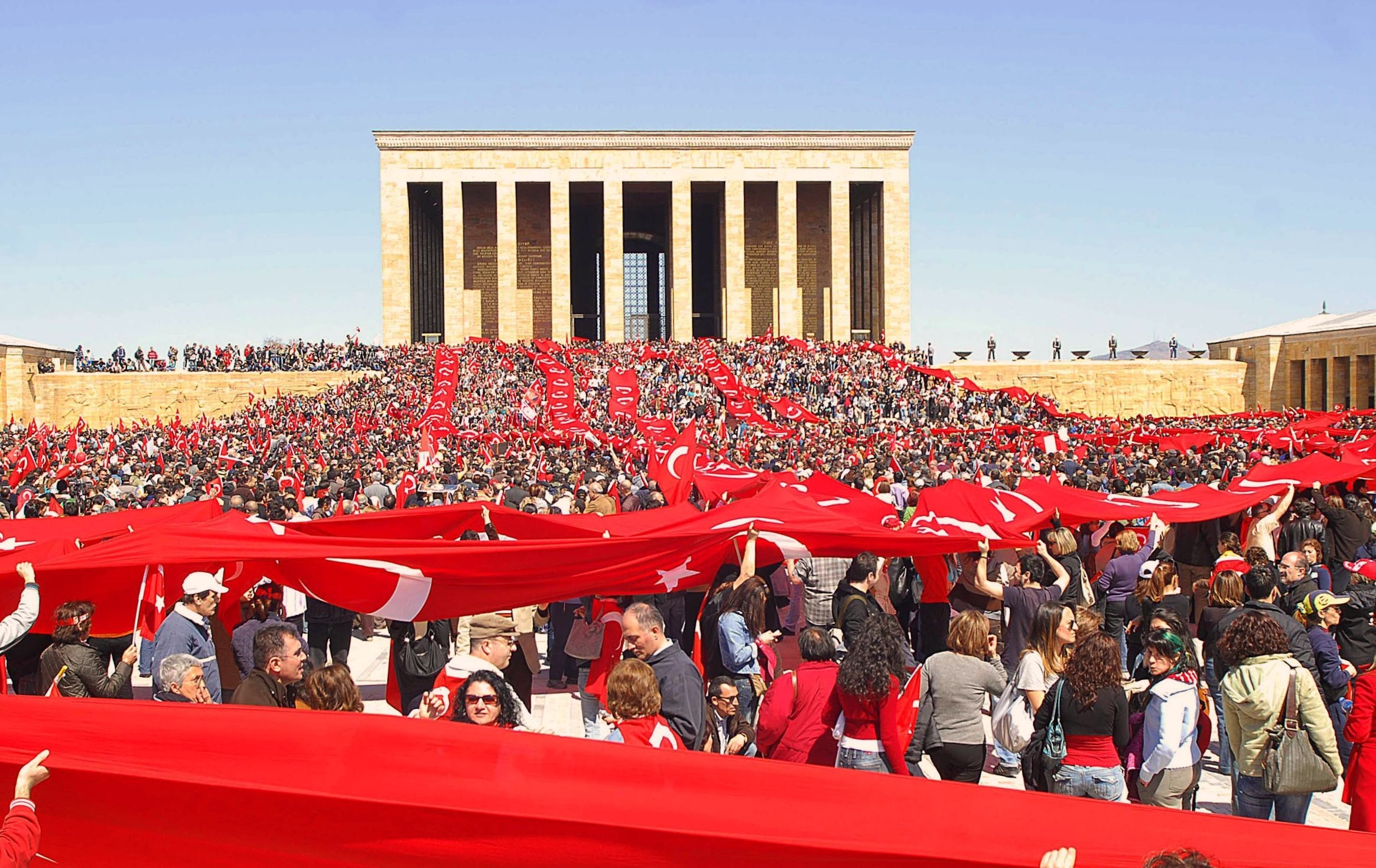
Anitkabir es el mausoleo de Mustafa Kemal Atatürk, el fundador y primer presidente de la República de Turquía.

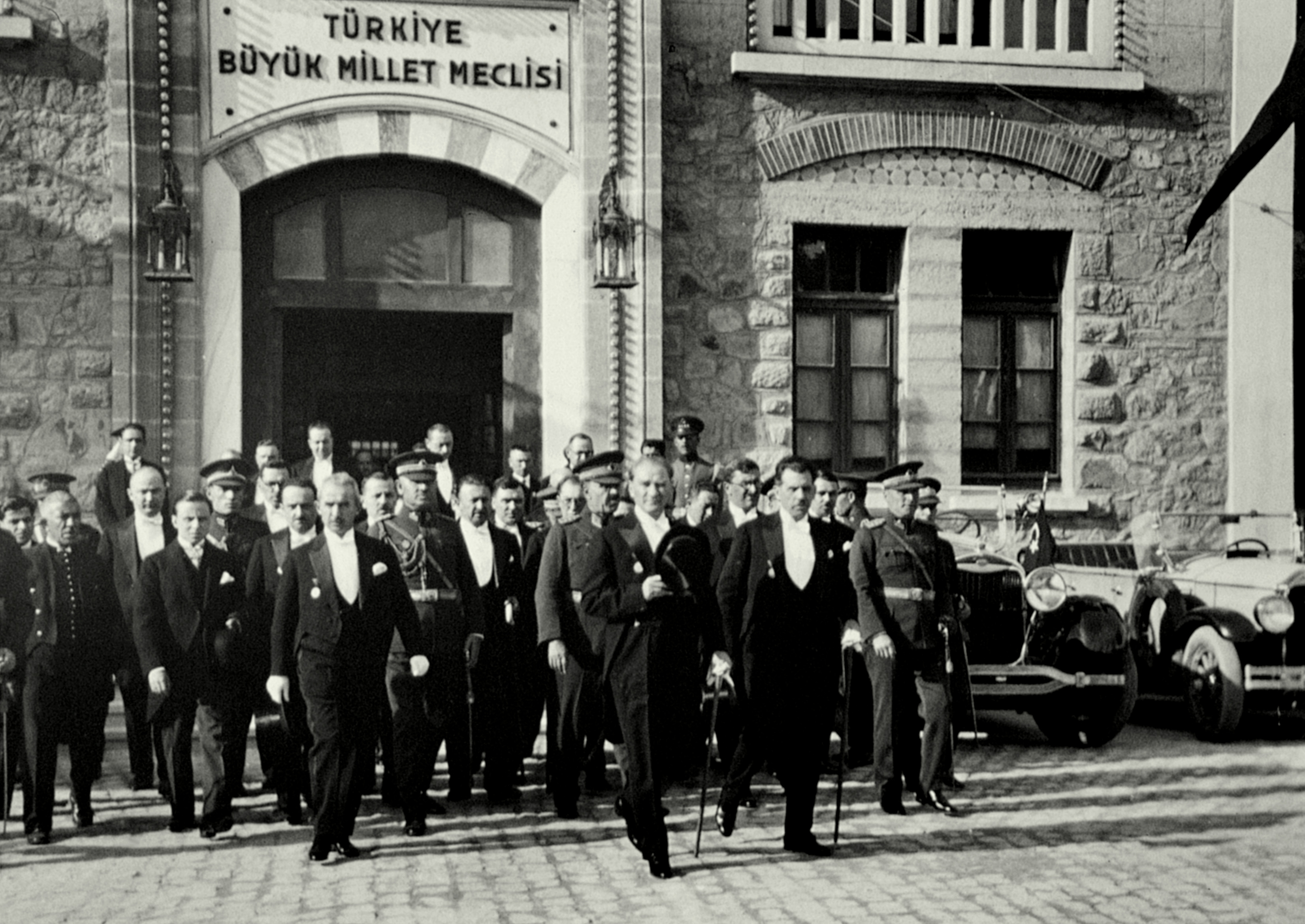
Atatürk en la ciudad en 1930

En el momento de fundación de la República de Turquía, Ankara no era más que una pequeña población que apenas superaba los 15 000 habitantes. A pesar de ello, el 13 de octubre de 1923 se convirtió en la nueva capital del país, sustituyendo a Estambul, al final de la guerra de liberación y dos semanas antes de la proclamación de la república por una ley adoptada en la Gran Asamblea Nacional Turca, y basándose en un decreto leído en el parlamento el 31 de enero de 1921, según una fuente, fue una decisión personal de Mustafa Kemal Atatürk, que evitaba de este modo la vulnerabilidad estratégica de la antigua capital.

El nuevo desarrollo subsecuente a haber conseguido la capitalidad dividió la ciudad en la zona vieja, llamada Ulus, y la nueva, denominada Yenişehir. Los antiguos edificios, que reflejan la historia romana, bizantina y otomana, y las calles estrechas y sinuosas caracterizan la zona antigua. Por su parte, la zona nueva, centrada en torno a Kızılay, en el distrito de Çankaya, tiene el aspecto de una ciudad moderna: calles anchas, hoteles, teatros, centros comerciales y rascacielos. Las oficinas gubernamentales y las embajadas extranjeras también se encuentran en la parte nueva.

## Geografía y clima
Ankara se encuentra situada sobre una colina escarpada y rocosa, que se eleva 150 metros por encima de la llanura sobre la ribera izquierda del Ankara Çayı, un afluente del río Sakarya. La ciudad se halla en uno de los lugares más secos de Turquía, rodeado por una vegetación de estepa, debido al duro y en ocasiones extremo clima continental seco con inviernos muy fríos en los que abundan las precipitaciones en forma de nieve y veranos secos muy calurosos, el período de lluvias acontece sobre todo durante la primavera y el otoño. De acuerdo con la clasificación climática de Köppen, Ankara tiene un clima mediterráneo continentalizado (Dsb) y un clima semiárido frío (BSk).
| Parámetros climáticos promedio de Ankara     | Parámetros climáticos promedio de Ankara | Parámetros climáticos promedio de Ankara | Parámetros climáticos promedio de Ankara | Parámetros climáticos promedio de Ankara | Parámetros climáticos promedio de Ankara | Parámetros climáticos promedio de Ankara | Parámetros climáticos promedio de Ankara | Parámetros climáticos promedio de Ankara | Parámetros climáticos promedio de Ankara | Parámetros climáticos promedio de Ankara | Parámetros climáticos promedio de Ankara | Parámetros climáticos promedio de Ankara | Parámetros climáticos promedio de Ankara |
| Mes                                          | Ene.                                     | Feb.                                     | Mar.                                     | Abr.                                     | May.                                     | Jun.                                     | Jul.                                     | Ago.                                     | Sep.                                     | Oct.                                     | Nov.                                     | Dic.                                     | Anual                                    |
| -------------------------------------------- | ---------------------------------------- | ---------------------------------------- | ---------------------------------------- | ---------------------------------------- | ---------------------------------------- | ---------------------------------------- | ---------------------------------------- | ---------------------------------------- | ---------------------------------------- | ---------------------------------------- | ---------------------------------------- | ---------------------------------------- | ---------------------------------------- |
| Temp. máx. abs. (°C)                         | 16.6                                     | 20.4                                     | 27.8                                     | 31.1                                     | 33.0                                     | 37.0                                     | 41.0                                     | 40.4                                     | 36.0                                     | 33.3                                     | 24.4                                     | 20.4                                     | 41.0                                     |
| Temp. máx. media (°C)                        | 4.4                                      | 6.6                                      | 11.6                                     | 17.3                                     | 22.2                                     | 26.6                                     | 30.2                                     | 30.3                                     | 26.0                                     | 19.8                                     | 12.9                                     | 6.6                                      | 17.9                                     |
| Temp. media (°C)                             | 0.4                                      | 1.9                                      | 6.0                                      | 11.3                                     | 16.1                                     | 20.1                                     | 23.6                                     | 23.4                                     | 18.8                                     | 13.0                                     | 7.0                                      | 2.6                                      | 12                                       |
| Temp. mín. media (°C)                        | -3.0                                     | -2.2                                     | 0.9                                      | 5.6                                      | 9.7                                      | 13.0                                     | 15.9                                     | 16.0                                     | 11.8                                     | 7.2                                      | 2.4                                      | -0.7                                     | 6.4                                      |
| Temp. mín. abs. (°C)                         | -24.4                                    | -22.2                                    | -19.2                                    | -6.7                                     | -1.6                                     | 3.8                                      | 4.5                                      | 6.3                                      | 2.5                                      | -5.3                                     | -13.4                                    | -18.0                                    | -24.4                                    |
| Precipitación total (mm)                     | 42.1                                     | 36.6                                     | 40.3                                     | 46.5                                     | 52.0                                     | 36.7                                     | 14.2                                     | 10.9                                     | 18.7                                     | 29.1                                     | 32.0                                     | 43.1                                     | 402.2                                    |
| Días de precipitaciones (≥ 1 mm)             | 12.3                                     | 11.0                                     | 11.1                                     | 11.7                                     | 12.6                                     | 8.9                                      | 3.7                                      | 2.8                                      | 3.9                                      | 6.9                                      | 8.4                                      | 11.5                                     | 104.8                                    |
| Horas de sol                                 | 77.5                                     | 98.8                                     | 161.2                                    | 192.0                                    | 260.4                                    | 306.0                                    | 350.3                                    | 359.6                                    | 276.0                                    | 201.5                                    | 132.0                                    | 71.3                                     | 2486.6                                   |
| Fuente: Turkish State Meteorological Service |                                          |                                          |                                          |                                          |                                          |                                          |                                          |                                          |                                          |                                          |                                          |                                          |                                          |

## Demografía

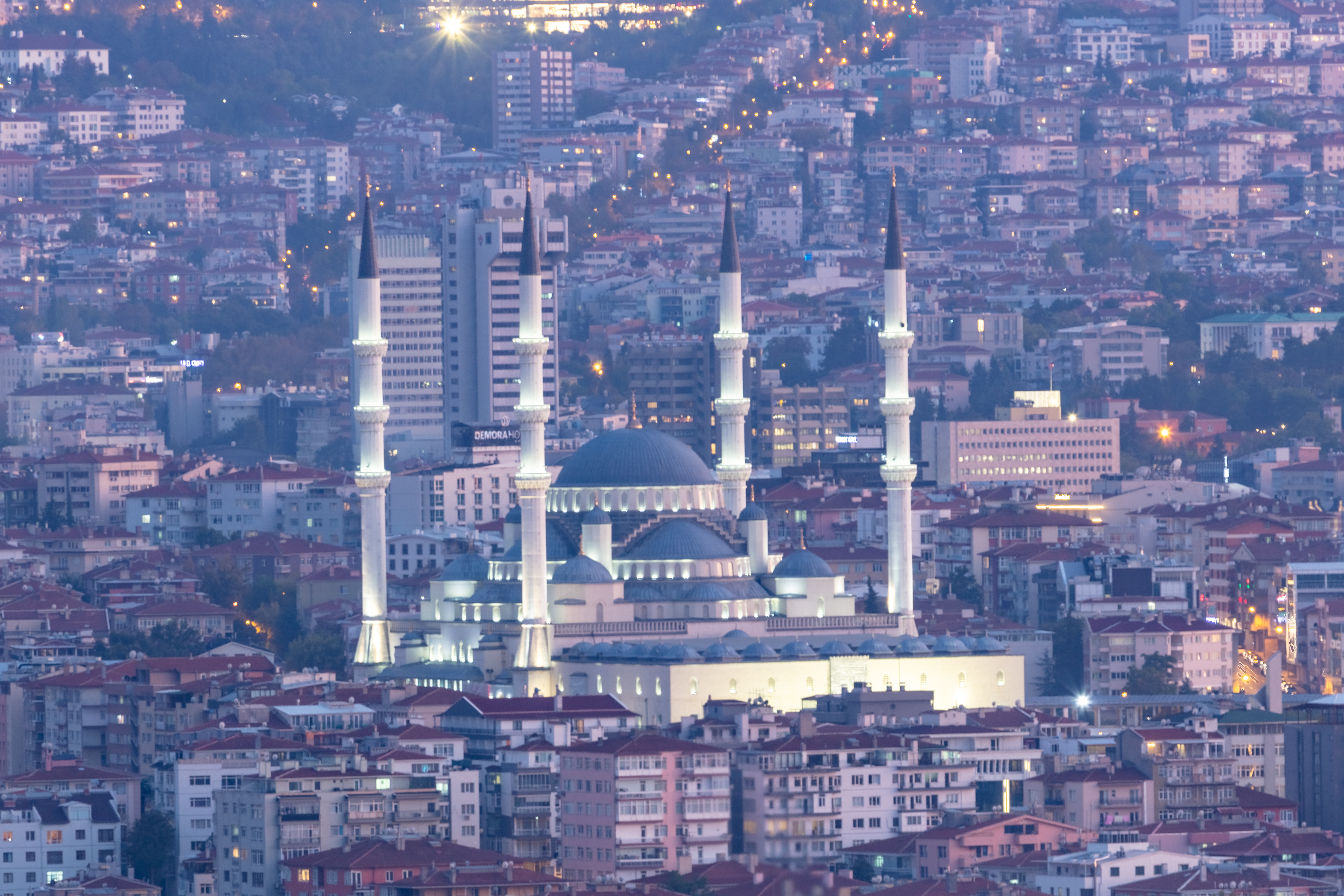
Mezquita Kocatepe.

El censo de población de 2007 arrojó que la ciudad tenía una población de 4 466 756 habitantes, de los que 2 225 033 son hombres y 2 241 723 son mujeres.
Evolución demográfica de la ciudad de Ankara

## Cultura

### Museos

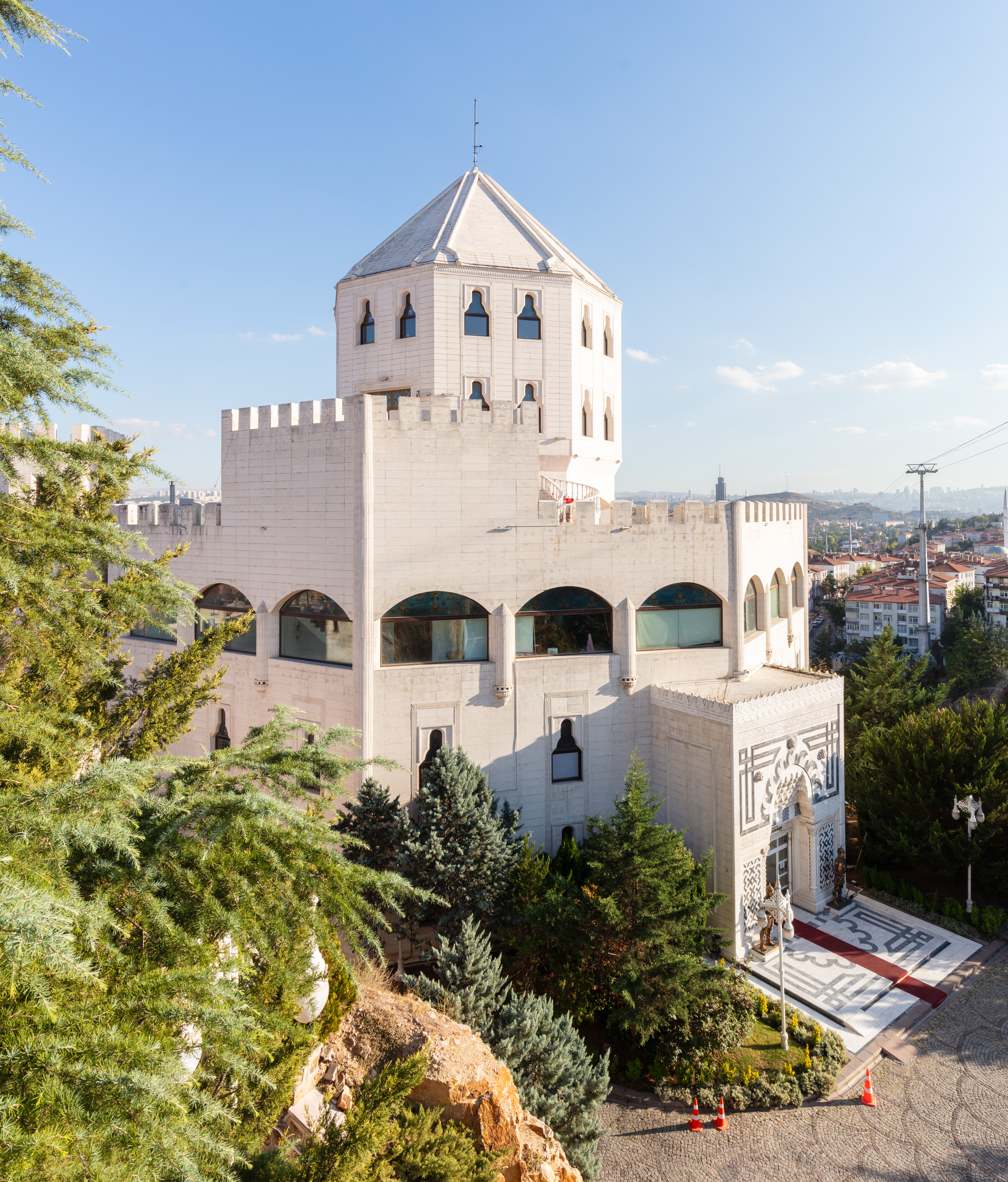
El castillo de Esztergom alberga el Centro Cultural Turco de Esztergom.

El museo Anitkabir está situado en una colina donde está el mausoleo de Mustafa Kemal Atatürk, fundador de la República de Turquía. Terminado en 1953, es una fusión de los antiguos y modernos estilos arquitectónicos. Un adyacente museo alberga una estatua de cera de Atatürk, sus escritos, cartas y objetos personales, así como una exposición de fotografías, grabaciones de momentos importantes en su vida y durante la constitución de la República. Anıtkabir está abierto todos los días, mientras que el museo está abierto todos los días excepto los lunes.
Por su parte, el Museo Etnográfico de Ankara (Etnoğrafya Müzesi en turco) está enfrente de la Casa de la Ópera en la Avenida Talatpaşa, en el distrito de Ulus. Hay una colección de artefactos, selyúcidas y otomanos de la época. El Museo de las Civilizaciones de Anatolia (Anadolu Medeniyetleri Müzesi) se encuentra situado en la entrada del Castillo de Ankara, es un antiguo bazar, que ha sido restaurado y ahora alberga una colección del paleolítico y del neolítico. El Museo Estatal de Arte y Escultura (Resim-Heykel Müzesi) está cerca del Museo de Etnografía y alberga una rica colección de arte turco de fines del siglo XIX hasta la actualidad. También hay galerías que acogen exposiciones de artistas invitados.
El Museo de la Guerra de la Independencia (Kurtuluş Savaşı Müzesi), situado en la plaza Ulus, fue el primer edificio del Parlamento de la República de Turquía. La Guerra de la Independencia queda representada aquí a lo largo de diversas fotografías y objetos actualmente en exposición. En otra exposiciones se muestran las figuras de cera de los expresidentes de la República de Turquía. El Museo de la Locomotora TCDD es un recinto al aire libre cerca de la estación de tren de Celal Bayar Boulevard, que recorre la historia de la locomotora de vapor a través de las locomotoras y los artefactos que allí se exhiben. También es notable el Museo de Aviación de las Fuerzas Aéreas Turcas, que se encuentra cerca de la carretera a Etimesgut. El museo alberga distintos modelos de aviones que sirven o han servido en la Fuerza Aérea de Turquía (aviones como F-86, M-100, M-102, M-104, F-5, F-4, y como aviones de carga, el C-160). También se exhiben en el museo una aeronave húngara MiG-21, un MiG-19 pakistaní y un MiG-17 búlgaro.

### Lugares arqueológicos

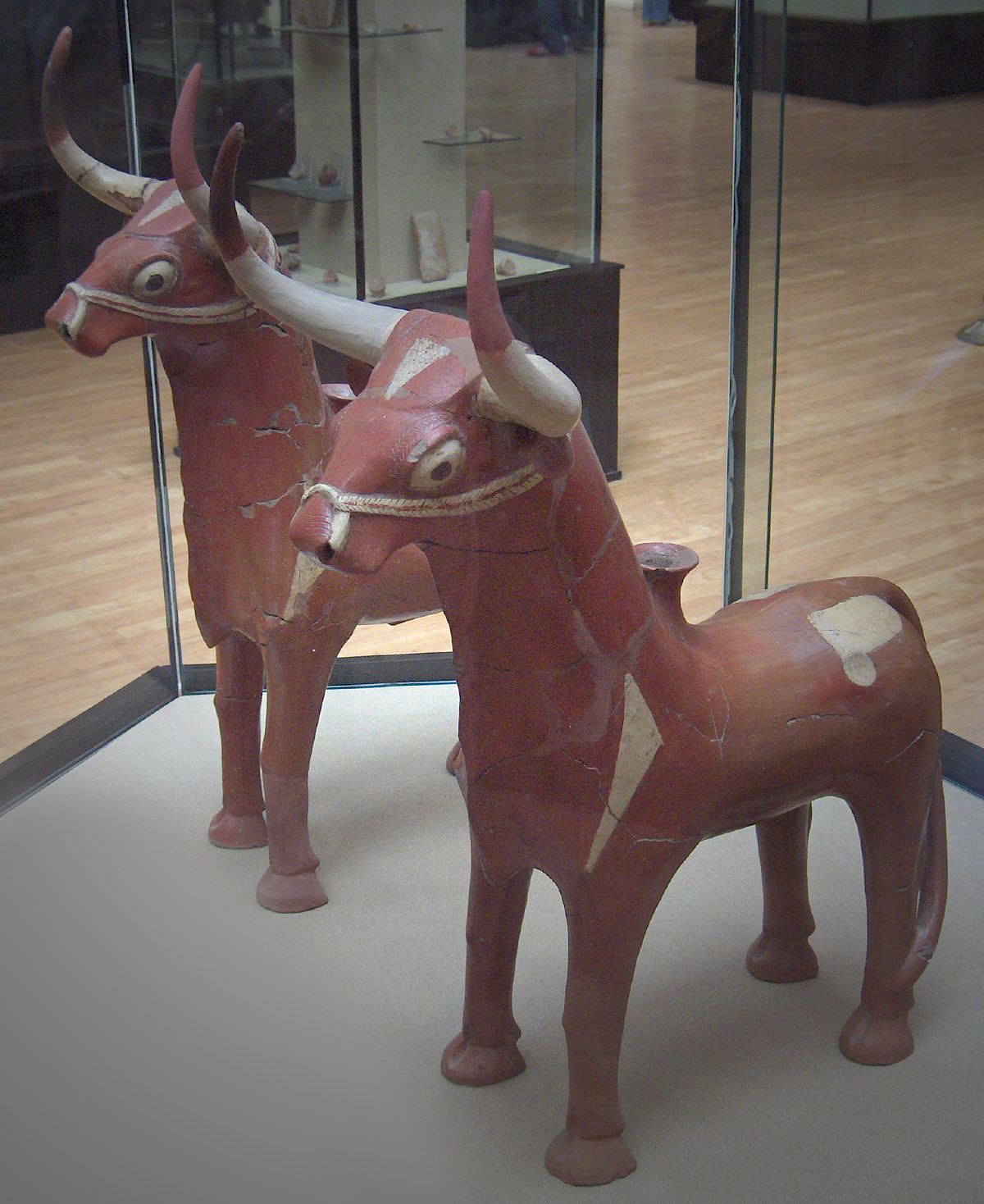
Hatti figuras de toros en el Museo de las Civilizaciones de Anatolia.

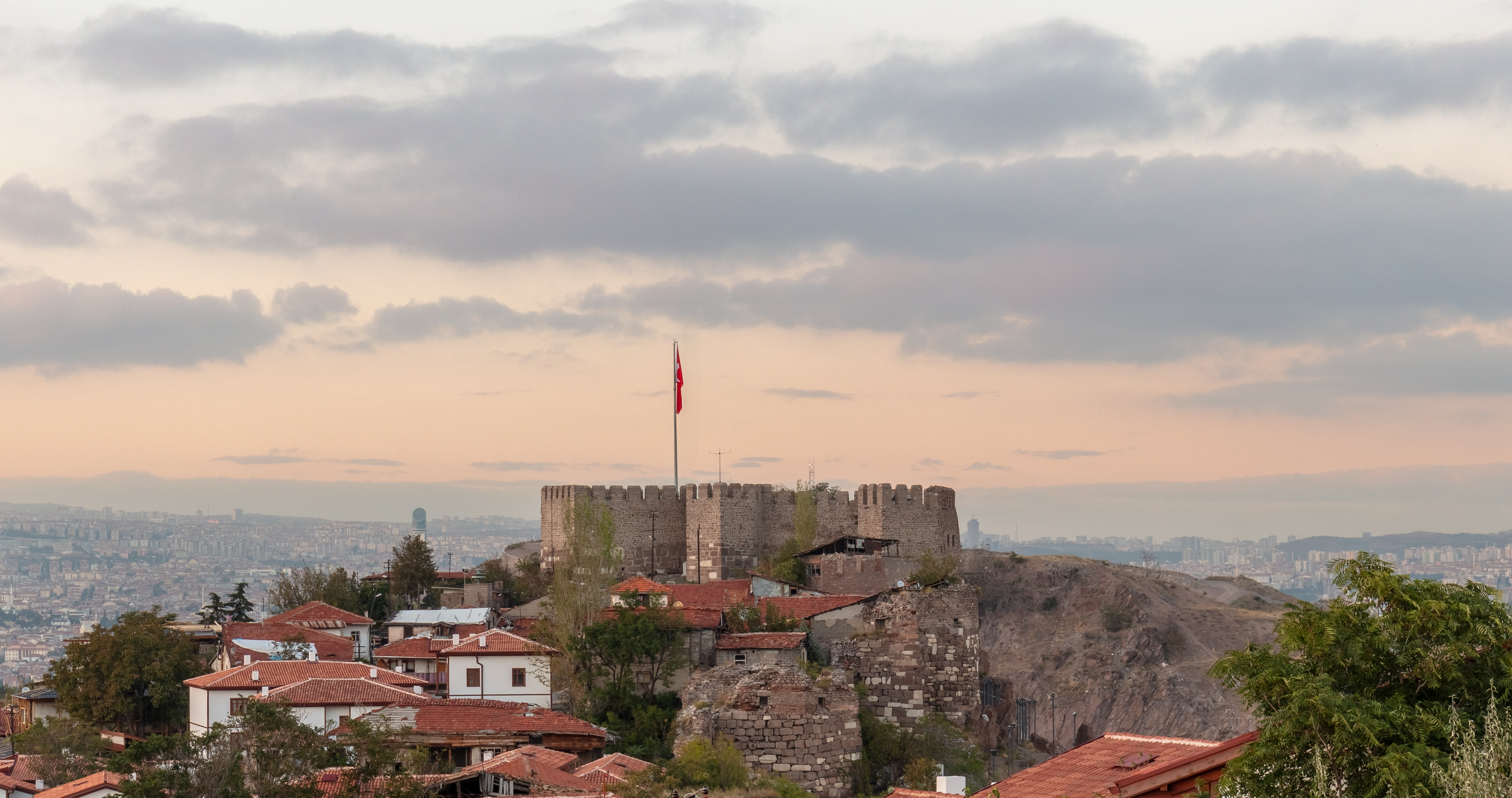
El castillo de Ankara.

Los cimientos de la antigua Ciudadela de Ankara fueron colocados por los gálatas en un afloramiento de lava, y el resto fue completado por los romanos. Los bizantinos y los selyúcidas, además, realizaron diversas restauraciones e incorporaciones. El área alrededor de la ciudadela y en el interior, la parte más antigua de Ankara, contiene muchos buenos ejemplos de arquitectura tradicional. También hay zonas de recreo para relajarse. Muchas casas turcas tradicionales restauradas en el interior de la zona de la ciudadela han encontrado un nuevo modo de ganarse la vida como restaurantes, servicio de cocina local, música y por supuesto, vendiendo rakı.

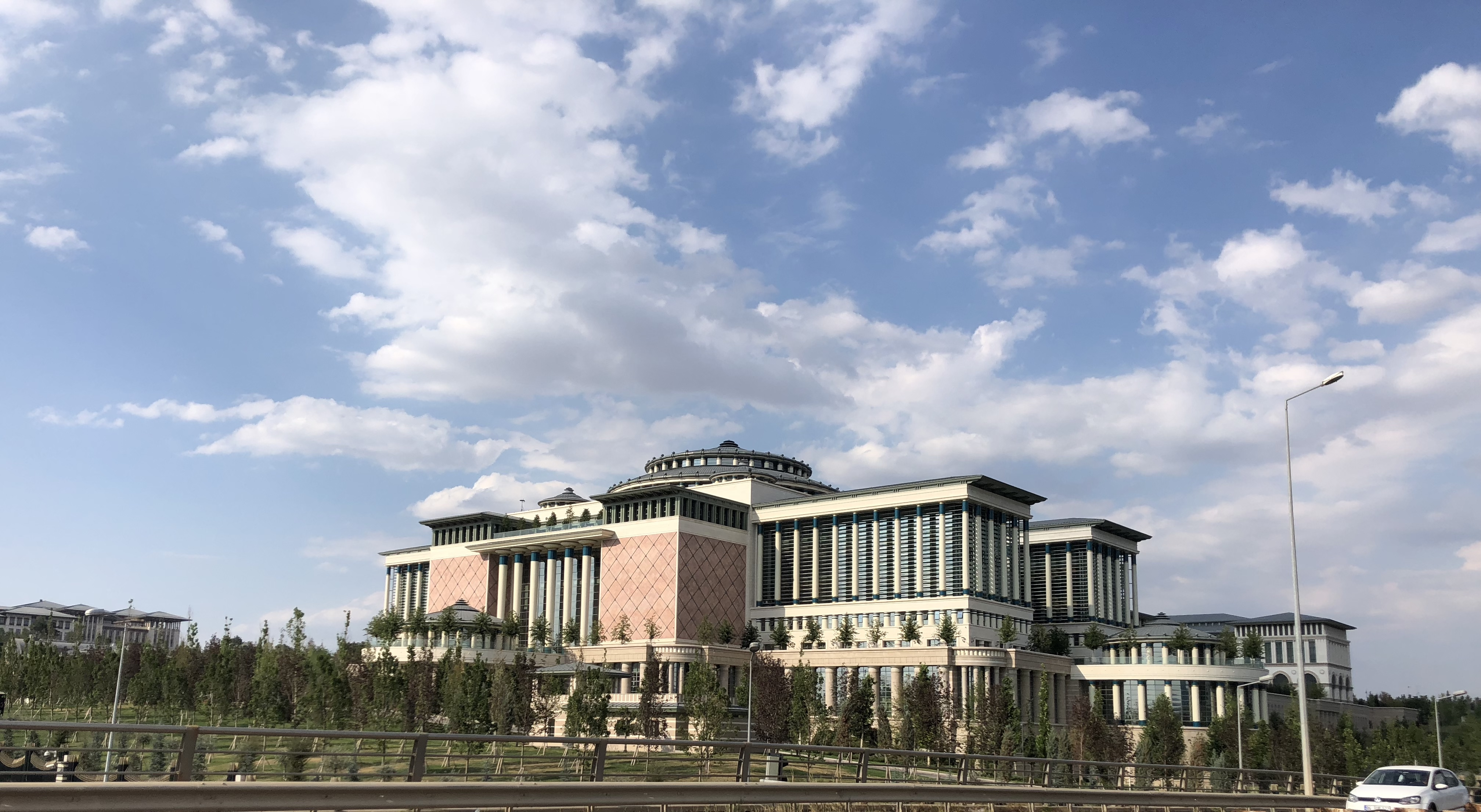
Biblioteca Nacional en Ankara.

Los vestigios romanos no terminan ahí. El Teatro Romano de Ankara conserva aún el escenario y los bastidores, que pueden verse desde fuera del castillo. Las estatuas romanas que se encontraron aquí se exhiben en el Museo de las Civilizaciones de Anatolia. El área todavía está en excavación. Por su parte, el Templo de Augusto y Roma, también conocido como Monumentum Ancyranum, fue construido entre el 25 a. C. y el 20 a. C. tras la conquista de Anatolia Central por el Imperio romano y la formación de la provincia romana de Galatia, con Ancyra (moderna Ankara) como su capital administrativa. Después de la muerte de Augusto en el 14 d. C., una copia del texto de la Res Gestae Divi Augusti fue inscrita en el interior del pronaos en latín, mientras que la traducción griega también está presente en una pared exterior de la cella. El templo, en la antigua Acrópolis de Ancyra, fue ampliado por los romanos en el siglo II. En el siglo V fue convertida en una iglesia por los bizantinos. Está situado en el barrio Ulus de la ciudad.

## Transporte

### Transporte internacional

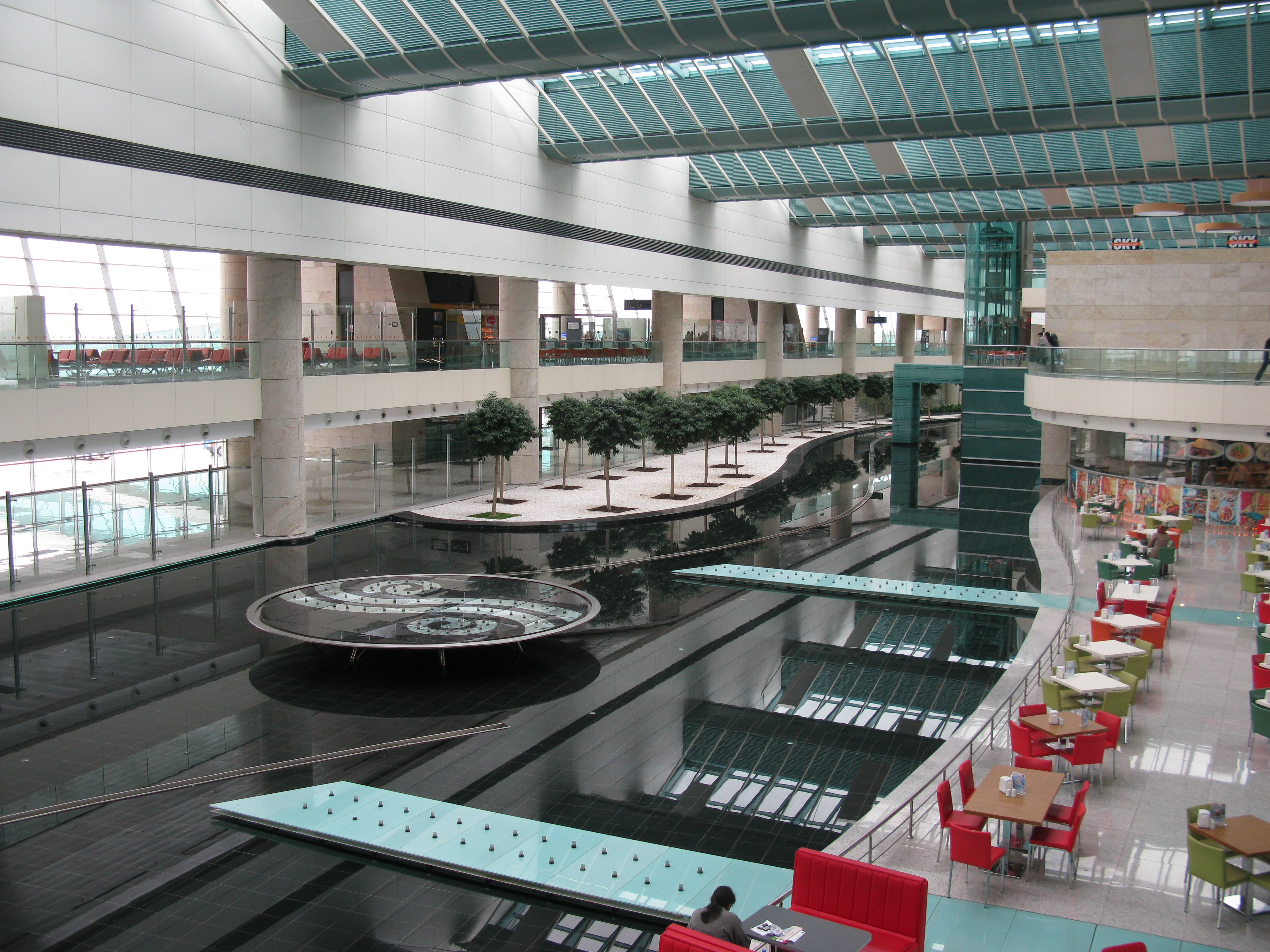
Aeropuerto Internacional Esenboğa.

En 1955 se inauguró el aeropuerto de Ankara, que se encuentra a 28 km al noroeste del centro de la ciudad. En 2007 era el cuarto aeropuerto del país por número de pasajeros, el tercero en vuelos nacionales y el séptimo en cuanto a vuelos internacionales. El transporte hasta la ciudad se puede realizar en taxi, en autobús, a través de la línea Havaş de autobuses o bien alquilando un coche.

### Transporte regional

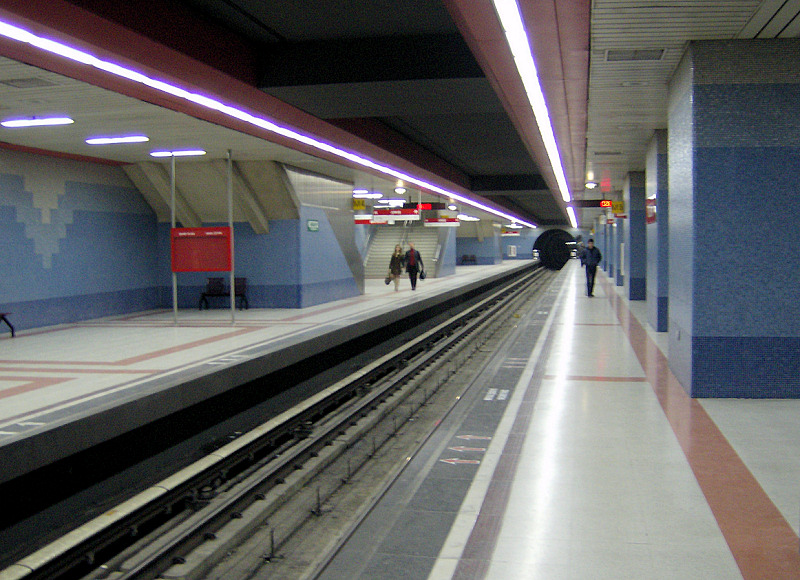
Estación de Kızılay en el metro de Ankara.

Ankara se encuentra en el centro de la península de Anatolia, en una posición privilegiada a medio camino entre oriente y occidente. Es un punto importante en las comunicaciones turcas, se encuentra en el centro de la red estatal de carreteras y ferrocarriles, que la unen con el resto del país. Existen comunicaciones frecuentes con Estambul: cada quince minutos sale un autobús y cada hora parte un avión que las conecta.
Ankara cuenta con una Terminal Nacional de Buses y una Terminal de Trenes. La Estación Central de Ankara (Turco: Ankara Garı) es la principal terminal de trenes de la capital y la de mayor circulación con 181 trenes diarios. Hay una estación del Metro de Ankara en sus cercanías. Ankara Garı está conectada por el gran corredor férreo con Estambul, siendo el último destino hacia el oriente. Diseñada en estilo Art-Deco, la actual estación fue inaugurada en 1937.

### Transporte urbano
El metro de Ankara (en turco: Ankara Metrosu) fue abierto en 1996, tiene dos líneas (M1 y M2), y se completa por un sistema de metro ligero de 8,7 km llamado Ankaray, además de una línea de cercanías que sirve a toda la provincia de Ankara. La tercera línea de metro se encuentra en construcción y se espera terminar antes del Día nacional de Turquía (29 de octubre) 2014. Además cuenta con una extensa red de buses, omnibuses y minibuses. El transporte metropolitano de Ankara es regulado por EGO, empresa perteneciente al ayuntamiento metropolitano.

#### Estadísticas de transporte público en Ankara
El promedio de tiempo que las personas pasan en transporte público en Ankara, por ejemplo desde y hacia el trabajo, en un día de la semana es de 71 min, mientras que el 17% de las personas pasan más de 2 horas todos los días. El promedio de tiempo que las personas esperan en una parada o estación es de 16 min, mientras que el 28 % de las personas esperan más de 20 minutos cada día. La distancia promedio que la gente suele recorrer en un solo viaje es de 9.9 km, mientras que el 27% viaja por más de 12 km en una sola dirección.

## Deportes

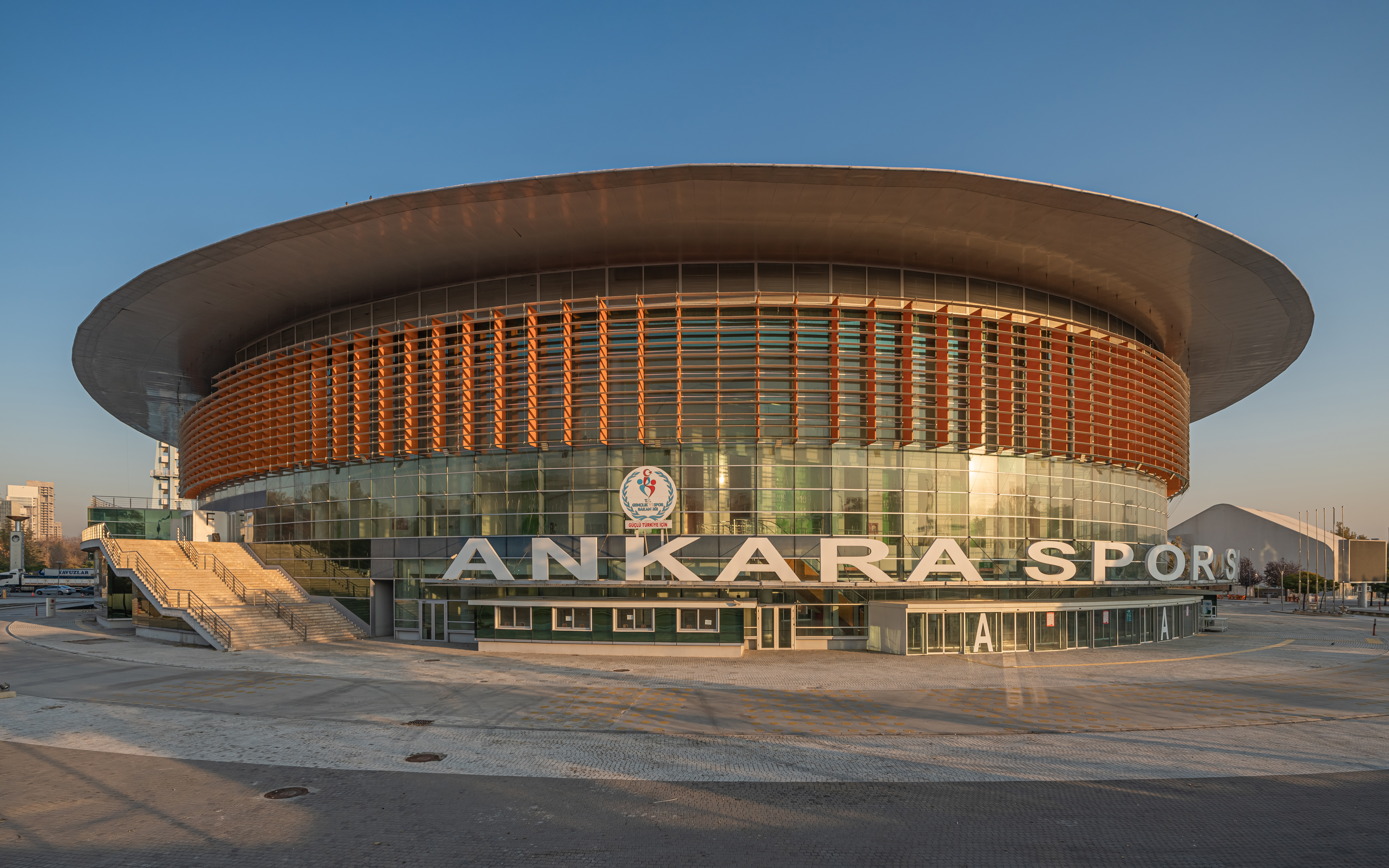
Estadio Ankara Arena.

Al igual que en todas las otras ciudades de Turquía, el fútbol es el deporte más popular en Ankara. La ciudad cuenta con cuatro clubes de fútbol que actualmente compiten en la Superliga de Turquía: Gençlerbirliği (5.ª posición en la temporada 2006-07), Büyükşehir Belediye Ankaraspor (7.ª posición en la temporada 2006-07) y Ankaragücü (13.ª en la temporada 2006-07). El cuarto club Gençlerbirliği OFTAŞ ha ascendido para participar en la Superliga de Turquía durante la temporada 2007-08 que se inició el 10 de agosto de 2007. El Estadio Ankara 19 Mayis es el lugar en el que se llevan a cabo los partidos de fútbol y tiene una capacidad para 21 250 personas.
En la Liga de Baloncesto de Turquía, Ankara, es representada por los clubes Türk Telekom B.K. y por el TED Kolejliler que disputan sus juegos en el Ankara Arena.
Las competiciones de patinaje sobre hielo y hockey sobre hielo se realizan en el Ankara Buz Pateni Sarayı.
Hay muchos lugares populares para la práctica del skate que operan en la ciudad desde la década de 1980. Los deportistas suelen reunirse en el parque de la Gran Asamblea Nacional de Turquía.

## Ciudades hermanadas
Las ciudades hermanadas de Ankara son las siguientes, ordenadas por fecha de hermanamiento:
- Seúl (Corea del Sur, 1971)
- Islamabad (Pakistán, 1982)
- Kuala Lumpur (Malasia, 1984)
- Dipkarpaz (Chipre, 1986)
- Nicosia (Chipre, 1989)
- Pekín (República Popular China, 1990)
- Moscú (Rusia, 1992)
- Sofía (Bulgaria, 1992)
- Jartum (Sudán, 1992)
- Biskek (Kirguistán, 1992)
- Budapest (Hungría, 1992)
- La Habana (Cuba, 1993)
- Kiev (Ucrania, 1993)
- Sarajevo (Bosnia y Herzegovina, 1994)
- Kuwait (Kuwait, 1994)
- Asjabad (Turkmenistán, 1994)
- Skopie (Macedonia del Norte, (1995)
- Tirana (Albania, 1995)
- Tiflis (Georgia, 1996)
- Ufá (Rusia, 1997)
- Hanói (Vietnam, 1998)
- Bucarest (Rumanía, 1998)
- Santiago de Chile (Chile, 2000)
- Mogadiscio (Somalia, 2000)
- Manama (Baréin, 2000)
- Astaná (Kazajistán, 2001)
- Chisináu (Moldavia, 2001)
- Dusambé (Tayikistán, 2002)
- Ulán Bator (Mongolia, 2003)
- Kabul (Afganistán)
- El Cairo (Egipto, 2004)
- Taskent (Uzbekistán, 2004)
- Pristina (Kosovo, 2005)
- Kinsasa (República Democrática del Congo, 2005)
- Kazán (Rusia, 2005)
- Adís Abeba (Etiopía, 2006)
- Saná (Yemen, 2006)
- Minsk (Bielorrusia, 2007)
- Washington, D. C. (Estados Unidos, 2011)[30][30]